# بایا
شهر بایا (به مجاری: Baja) در باچ-کیش‌کون در کشور مجارستان واقع شده‌است. جمعیت این شهر ۳۷٫۴۶۲ نفر است.

## نگارخانه

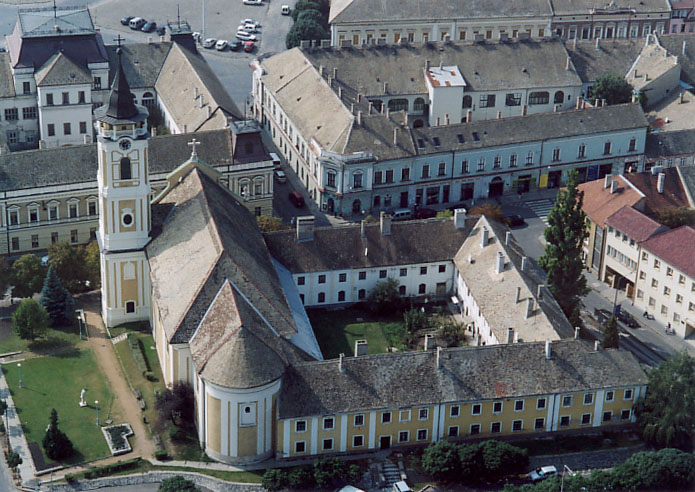
صومعه فرانسیسکن
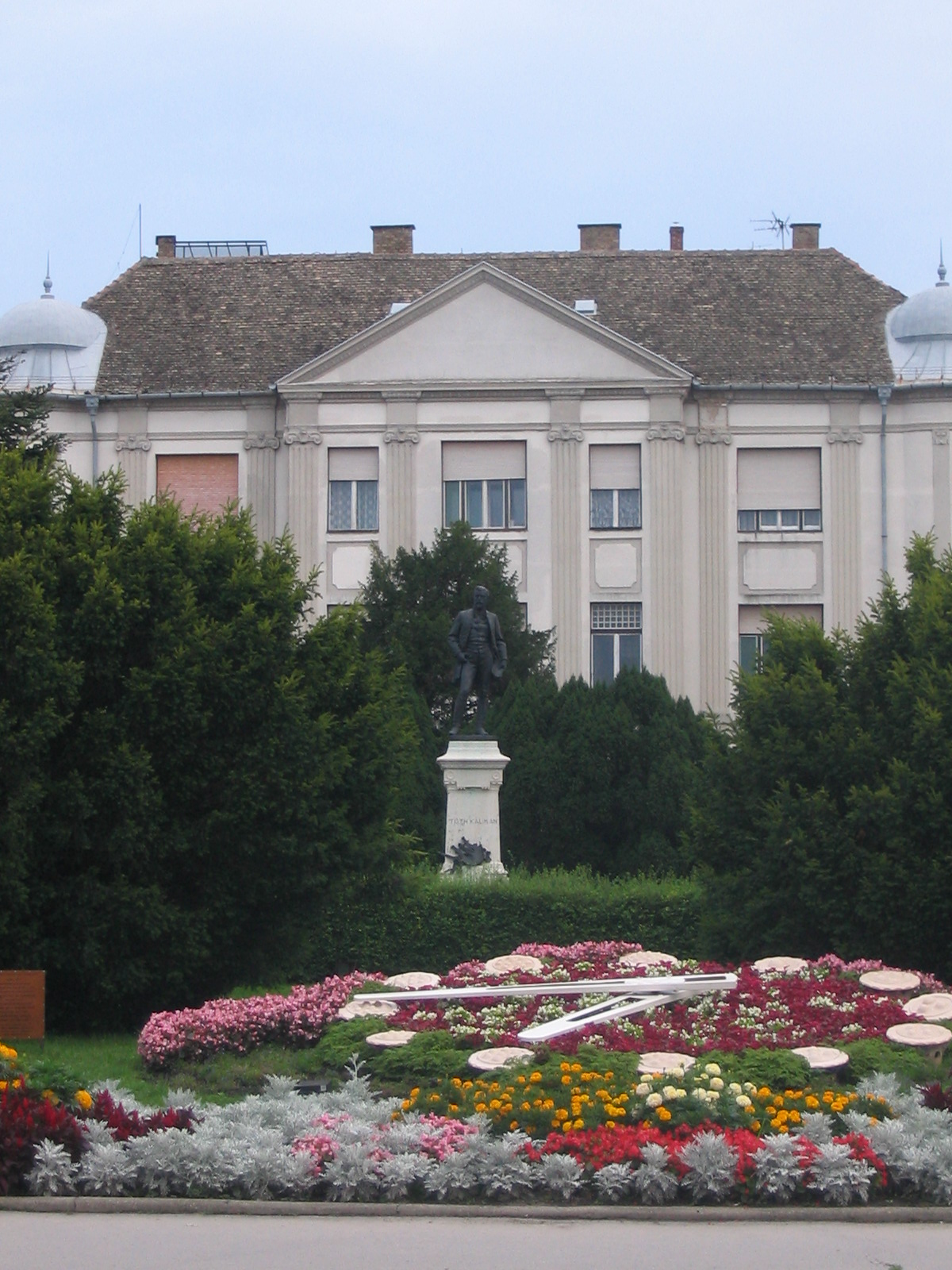
میدان مرکزی بایا
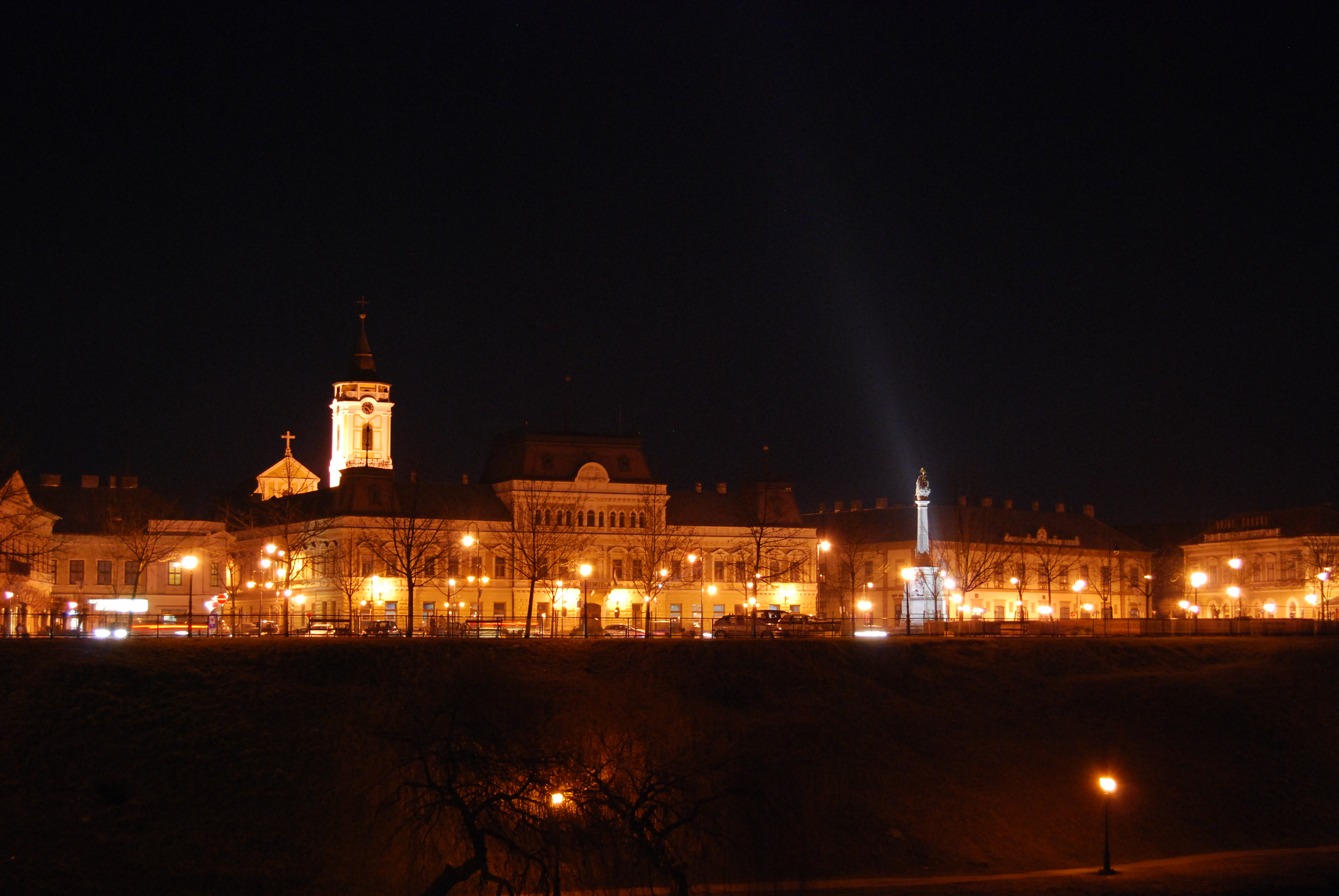
نما در شب